# Biella (provincie)
De in Piëmont gelegen provincie Biella behoort tot de jongste van de Italiaanse provincies. Pas in 1992 maakte ze zich los van de provincie Vercelli waarmee de grens in het noorden, oosten en zuiden wordt gevormd. In het westen grenst Biella aan de provincies Turijn en Aosta. Met haar grootte van nog geen 1.000 vierkante kilometer is Biella de op twee na (Prato en Rimini) de kleinste provincie van Italië.

## Territorium
Biella is gelegen in de Vooralpen. Het zuidelijkste deel is heuvelachtig en dichtbevolkt. Naast de hoofdstad Biella liggen hier tientallen kleine plaatsen. Het gebied is sterk geïndustrialiseerd. Biella wordt ook wel het "Manchester van Italië" genoemd, er is vooral veel textielindustrie gevestigd. Het oostelijke deel van het Valle Sessera bij Pray staat bekend om haar wolindustrie. In het uiterste zuiden ligt het Lago di Viverone dat een van de belangrijkste toeristische attracties is in dit deel van Piëmont. In het noordelijkste deel van de provincie liggen de toppen van de Biellese Vooralpen die tot een hoogte van 2500 meter reiken.

## Belangrijke plaatsen
- Biella (46.350 inw.)
- Cossato (15.309 inw.)
- Vigliano Biellese (8414 inw.)

## Bezienswaardigheden
De hoofdstad Biella heeft een bescheiden oude stadskern met een aantal interessante monumenten. De romaanse doopkapel en toren S. Stefano trekken als eerste de aandacht. Buiten het centrum staan een aantal buiten historische fabrieken die bezichtigd kunnen worden. Met een tandradbaantje kan men het hoger gelegen Piazzo bereiken dat een mooi uitzicht over de stad biedt. Het allerbelangrijkste doel in de provincie vormt voor velen het heiligdom van Oropa. Dit enorme complex trekt vooral op zon- en feestdagen duizenden bezoekers. Tot Oropa behoren de 19 kapellen tellende Sacro Monte, de oude basiliek en de enorme Chiesa Nuova. Oropa ligt op een hoogte van 1200 meter eenzaam tussen de bergen. Het vormt een uitstekend beginpunt voor bergwandelingen. Het natuurpark Oasi Zegna ligt hier niet ver vandaan.

## Foto's

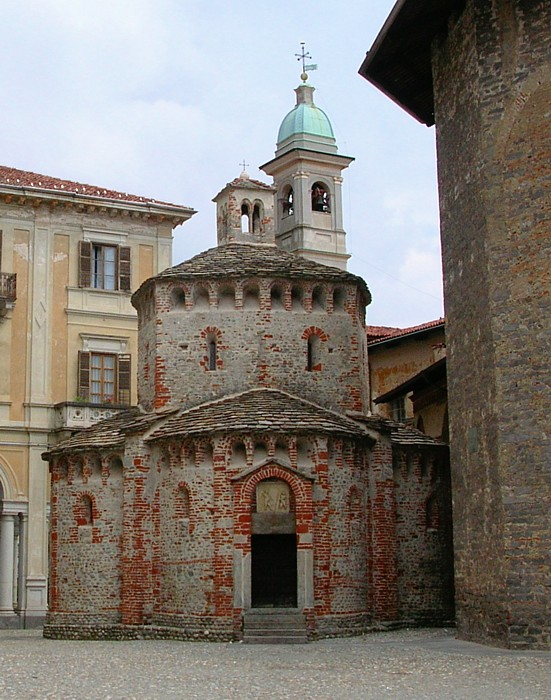
Biella
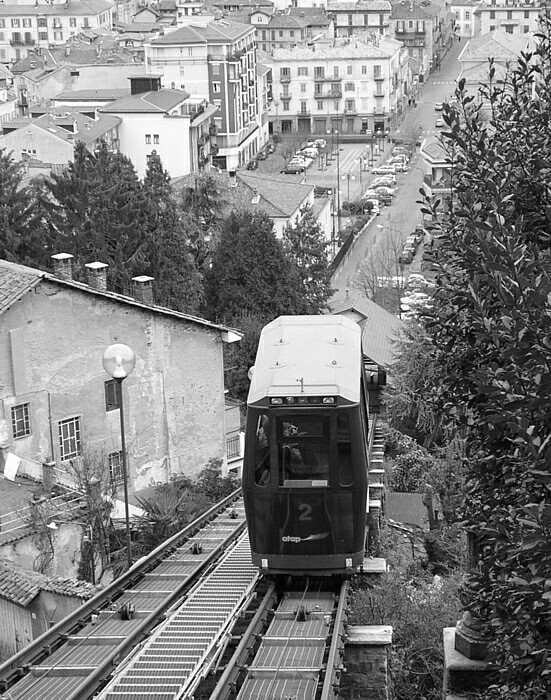
Tandradbaan
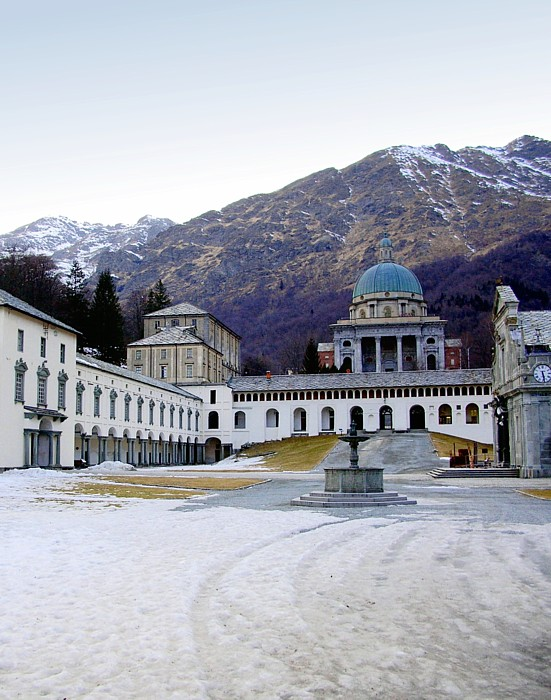
Oropa

Alessandria · Asti · Biella · Cuneo · Novara · Turijn · Verbano-Cusio-Ossola · Vercelli